# Headhunter (computerspel)
Headhunter is een computerspel ontwikkeld door het Zweedse computerspelbedrijf Amuze. De third-person shooter werd uitgebracht door Sega op 16 november 2001 voor de Dreamcast-spelcomputer. Een versie voor de PlayStation 2 verscheen in Frankrijk op 20 februari 2002. In Australië en Europa kwam deze versie uit op 22 maart 2002. De Verenigde Staten konden op 9 mei 2002 beginnen te spelen.
Het spel kreeg in 2004 een vervolg genaamd Headhunter: Redemption.

## Verhaal
Het spel speelt zich af in de nabije toekomst in een stad die te vergelijken is met Los Angeles. De criminelen die daar gearresteerd worden zitten niet alleen een tijd in de gevangenis, ook hun interne organen worden operatief verwijderd indien ze een gevecht tegen een andere gevangene hebben verloren. Dit alles wordt in opdracht gedaan door het Anti-Crime Network (ACN). De werknemers hiervan worden headhunters genoemd.
De hoofdpersoon, Jack Wade, ontsnapt uit een geheim laboratorium maar raakt daarna direct in een coma. Hij wordt daarna wakker in een ziekenhuis en krijgt te horen dat hij lijdt aan geheugenverlies. Hij krijgt ook te horen dat hij ooit de beste headhunter was, maar dat zijn licentie nu is ingetrokken. Om de moord op Christopher Stern (de oprichter van ACN) te onderzoeken, moet hij deze licentie weer verkrijgen door de gevaarlijkste criminelen in de stad te arresteren. Hij krijgt hierbij hulp van de dochter van Stern en zijn oude baas Chief Hawke.

## Ontvangst
| Recensiescore       | Recensiescore                           |
| Recensieverzamelaar | Score                                   |
| ------------------- | --------------------------------------- |
| GameRankings        | Dreamcast: 85,00% PlayStation 2: 74,70% |
| Metacritic          | PlayStation 2: 74 uit 100               |
| Publicist           | Score                                   |
| GameSpot            | PlayStation 2: 7,7                      |
| GameSpy             | PlayStation 2: 72 uit 100               |
| IGN                 | PlayStation 2: 8,4                      |

Het spel mocht gemiddeld goede recensies in ontvangst nemen. Op GameRankings behoudt de DreamCast-versie een score van 85 procent. De PlayStation 2-versie heeft een aanzienlijk lagere score, namelijk 74,70%. Metacritic geeft een score van 74 uit 100 punten aan voor de versie voor PlayStation 2.
Recensent Shane Satterfield van GameSpot schreef een recensie over de PlayStation 2-versie. Hij was redelijk positief over de kwaliteit van de stemopnames van het spel. Op het grafische gebied kan het spel volgens Satterfield niet worden vergeleken met andere spellen voor de PlayStation 2. Toch is Headhunter volgens hem een goed spel om het gat tussen de grotere spellen te vullen. Hij gaf het spel een score van 7,7.
Op GameSpy schreef Brian Davis ook een recensie over de versie voor PlayStation 2. Hij had te maken met technische problemen, waaronder problemen met de camera en het bedienen van de motorfiets. Wel was hij positief over de muziek en het verhaal. Hij gaf het spel een score van 72 uit 100 punten.
De Amerikaanse website IGN plaatste op 14 mei 2002 een recensie geschreven door Jeremy Dunham. Hij wil het spel geen blockbuster noemen, maar is verder erg positief over het gehele spel, met name het grafische aspect. Het spel ontving een score van 8,4.